# Борисфен (мифология)
Борисфен (др.-греч. Βορυσθένης) — персонаж древнегреческой мифологии, речное божество (современного Днепра).
Играл важную роль в древнегреческих полисах, расположенных рядом с устьем Днепра.
В Ольвии изображение Борисфена было на выпускаемых в городе монетах. Он изображался бородатым мужчиной, на обратной стороне монеты часто присутствовали секира и горит.
Другая колония сама названа в честь речного божества — это Борисфен (Борисфенида) на острове Березань.
Со свойственной для древних греков, и в какой-то степени для того периода в целом, синкретизацией, Борисфен отождествлялся со скифским божеством реки Борисфен, внуком которого был Таргитай. Таргитай был сыном дочери Борисфена — речной наяды в греческой интерпретации.
Борисфен — отец Фоанта.
С какой рекой отождествлялся Борисфен, некоторое время являлось объектом дискуссии (наряду с Днепром рассматривались соседние крупные реки, в первую очередь Днестр). Сейчас исследователи однозначно ассоциируют Борисфен именно с Днепром. Это изначально подтверждало и то, что Геродот в своей «Истории» называет Борисфен второй по величине среди «скифских рек» (первая это Истр — Дунай). При этом он называет её самой полезной (ценной, продуктивной) в этой части света, и второй по полезности в мире (после африканского Нила).

## Происхождение названия
Обычно корни слова ищут в иранских языках, к которым относился скифский, и предположительно киммерийский. Одна из гипотез выводит слово от иранского «широкий, широкая, широкое место».
О. Н. Трубачев, сторонник индоарийской теории происхождения меотов и тавров, выводил слово от индоарийского «высокий, высокая, высокое место».
И третья версия выводит слово от древнегреческого (ионийского или еще более древнего) «северный пролив». Гесихий и Стефан Византийский называют Борисфеном Геллеспонт (современные Дарданеллы). Затем название могло быть перенесено на реку, которую греки в силу её ширины приняли поначалу за пролив. Сторонники этой теории приводят в пример Боспор Киммерийский, ставший «тёзкой» Боспора, который после этого во избежание путаницы стал именоваться Фракийским.

## Борисфенида — муза Аполлона
Упоминается поэтом Евмелом Коринфским. Согласно классической интерпретации, являлась одной из нимф (наяд) Борисфена.
Судя по всему, появление этой музы в древнегреческой мифологии появляется одновременно с описаниями путешествий Аполлона к северным краям Ойкумены. Те, в свою очередь, появляются одновременно с первыми путешествиями древних греков к северному берегу Черного моря.